# Adam Warszawski
Adam Warszawski (ur. 30 września 1974 r. w Warszawie) – polski piłkarz, futsalista, występujący na pozycji obrońcy, były reprezentant Polski.
Karierę zawodniczą rozpoczynał w Okęciu Warszawa. W sezonie 2002/03 trafił do Lukullusa Świtu NDM, gdzie wziął udział w aferze barażowej, za co został zdyskwalifikowany na dwa lata.
Po odbyciu kary przeniósł się do Chojniczanki. Był także zawodnikiem futsalowym. Występował m.in. w Holiday Chojnice i Red Devils Chojnice. Z Holidayem zdobył Puchar Polski, występował także w reprezentacji Polski.
Następnie reprezentował barwy klubów:
- Kaszubia Kościerzyna
- KSZO Ostrowiec Świętokrzyski
- Cartusia Kartuzy
- Start Otwock